# Treding
Treding är ett mycket gammalt (använt före och under medeltiden) ord för en territoriell indelningsenhet som var en tredjedel av ett större, avgränsat område, till exempel ett härad (Trögd), ett landskap (Dalarna) eller en ö (Gotland). Gotland är sedan forntiden indelat i tredingarna Nordertredingen, Medeltredingen och Sudertredingen.
Ordet spred sig från Norden till England, där det blev riding. Grevskapet Yorkshire var indelat i North, East och West Riding, och Lindsey, en av tre delar av Lincolnshire, var i sin tur indelat i tre ridings. I överförd bemärkelse har riding sedan använts i engelsktalande länder om andra delar av grevskap/counties än tredjedelar, till exempel Tipperary North Riding och South Riding på Irland.